# Argenvières
Argenvières település Franciaországban, Cher megyében. Lakosainak száma 439 fő (2022. január 1.). Argenvières La Chapelle-Montlinard, Jussy-le-Chaudrier, Saint-Léger-le-Petit, Saint-Martin-des-Champs, La Charité-sur-Loire és La Marche községekkel határos.

## Népesség
A település népessége az elmúlt években az alábbi módon változott:
| Lakosok száma | 403  | 402  | 395  | 415  | 477  | 471  | 461  | 440  | 438  | 439  |
|               | 1968 | 1982 | 1990 | 2006 | 2013 | 2015 | 2017 | 2019 | 2020 | 2022 |